# Günter Altner
Günter Altner (20. září 1936, Vratislav – 6. prosinec 2011, Berlín) byl německý protestantský teolog, filozof a biolog, představitel křesťansky motivovaného ekologického hnutí.

## Život
Od roku 1956 do 1962 studoval evangelickou teologii a biologii ve Wuppertalu a Göttingenu, v letech 1962–1968 biologii v Mohuči a Gießenu.
Od roku 1961 pracoval pro Evangelickou církev v Rheinlandu, v letech 1968 až 1971 působil na Evangelischen Akademie v Mülheim an der Ruhr. V roce 1971 se stal profesorem humánní biologie na Pädagogische Hochschule Schwäbisch Gmünd v Schwäbisch Gmündu odkud odešel v roce 1973 na Forschungsstätte der Evangelischen Studiengemeinschaft (FEST) v Heidelbergu. Od roku 1977 do odchodu do důchodu v roce 1999 byl profesorem na Universität Koblenz-Landau v Koblenzi.
V letech 1977–1979 byl členem předsednictva Vereinigung Deutscher Wissenschaftler, 1979–1982 členem komise Zukünftige Energiepolitik při Bundestagu, 1999–2002, členem poradního sboru pro etiku při spolkovém ministerstvu zdravotnictví. V roce 1977 byl spoluzakladatelem Öko-Institutu ve Freiburgu im Breisgau.

## Ocenění
- 2000 Čestný doktorát Universität Lüneburg